# دکتر ژیواگو
دکتر ژیواگو (به روسی: Доктор Живаго و به انگلیسی: Doctor Zhivago) رمانی نوشته بوریس پاسترناک است.
نام کتاب برگرفته از شخصیت اول آن –یک دکتر شاعر– است. کتاب داستان مردی است که عاشق دو زن است و این موضوع همزمان با انقلاب ۱۹۱۷ روسیه و سپس جنگ داخلی ‎ ۱۹۱۸–۱۹۲۰ این کشور است. درونمایهٔ داستان زندگی مردی است که حوادث بیرونی که از دسترس او خارج هستند مسیر زندگیش را دگرگون می‌سازند.
در سال ۱۹۶۵ دیوید لین از روی این کتاب فیلمی به همین نام ساخت و در سال ۲۰۰۵ هم در روسیه از روی آن یک سریال ساخته شد. نوشتن کتاب در سال ۱۹۵۶ پایان یافت ولی به دلیل مخالفت با سیاست رسمی شوروی در آن سالها اجازه نشر در این کشور را نیافت. در سال ۱۹۵۷ ناشری ایتالیای آن را در ایتالیا چاپ کرد. کتاب عاقبت در سال ۱۹۸۸ در روسیه به چاپ رسید.
این رمان، تاکنون سه بار توسط کامران بهمنی، علی اصغر خبره‌زاده و سروش حبیبی به فارسی ترجمه شده‌است.
پیتر فین و پترا کووی در کتابی که با عنوان «ادبیات علیه استبداد» به فارسی ترجمه شده‌است بخش مهمی از زندگینامه بوریس پاسترناک را از پیش از آغاز به نوشتن رمان دکتر ژیواگو تا مرگ او و حوادثی که برای اطرافیان او پس از مرگش رخ می‌دهد در یک مستند روایی نوشته‌اند. سراسر این کتاب به روایت نوشتن و انتشار دکتر ژیواگو و حواشی آن اختصاص دارد.
رمان دکتر ژیواگو به دلیل مواضع مستقل نویسنده‌اش در رابطه با انقلاب اکتبر، اجازه چاپ در اتحاد جماهیر شوروی سوسیالیستی نیافت اما مخفیانه و به صورت قاچاق به میلان رفته و چاپ می‌شود و ۱ سال بعد، جایزه نوبل ادبیات را کسب می‌کند که همین موضوع خشم و شرمندگی حزب کمونیست اتحاد شوروی را در پی داشت.

## نقش سی‌آی‌ای در انتشار نسخه روسی رمان دکتر ژیواگو
سی‌آی‌ای با انتشار ۹۹ سند طبقه‌بندی شده، اذعان کرد که در سال ۱۹۵۸، دست به انتشار نسخه روسی رمان دکتر ژیواگوو در شوروی زده است.
پس از آنکه از انتشار این رمان در شوروی ممانعت به عمل آمد، سی‌آی‌ای دست به انتشار متن روسی آن زده و پاسترناک در سال ۱۹۵۸ جایزۀ نوبل ادبیات را دریافت می‌کند. پس از برنده شدن نوبل ادبیات، محبوبیت کتاب، به‌خصوص در شوروی، به طرز چشمگیری افزایش یافت، محبوبیتی که مسکو امیدوار بود با ممانعت از انتشار کتاب جلوی آن را بگیرد، اما عملا با این‌کار باعث بیشتر شناخته شدن رمان، هم در شوروی و هم در جامعه جهانی شد. این اقدام سی‌آی‌ای برای ضربه زدن به طرفداران سیاست نیکیتا خروشچف انجام شده بود که در آن زمان شوروی را دارای آزادی‌های داخلی می‌دانستند.

## داستان

### بخش اول
در امپراتوری روسیه در سال ۱۹۰۲، رمان با مراسم دعای ارتدوکس روسی برای خاکسپاری، یا پانیکیدا، مادر یوری ژیواگو به نام ماریا نیکولایونا ژیواگو آغاز می‌شود. یوری که پیش‌تر توسط پدرش ترک شده بود، اکنون تحت سرپرستی دایی مادری‌اش، نیکولای نیکولایویچ ودنیپین، قرار می‌گیرد. نیکولای، فیلسوفی و کشیش سابق ارتدوکس است که در حال حاضر برای یک روزنامه مترقی در پایتختی در امتداد رود ولگا کار می‌کند. پدر یوری، آندری ژیواگو، روزگاری از اشراف ثروتمند تجاری مسکو بوده اما به دلیل خوش‌گذرانی و بی‌مبالاتی در سیبری، ثروت خانواده را به باد داده است.
تابستان بعد، یوری که اکنون ۱۱ سال دارد، همراه با نیکولای نیکولایویچ به دوپلیانکا، ملک لاورنتی میخایلوویچ کولوگریفوف، تاجری ثروتمند در صنعت ابریشم، سفر می‌کنند. هدف آنها ملاقات با کولوگریفوف نیست، زیرا او و همسرش در سفر هستند، بلکه دیدار با دوست مشترکشان، ایوان ایوانویچ وُسکوبوینیکوف، یک روشنفکر، است که در کلبه سرپرست ملک زندگی می‌کند. دختران کولوگریفوف، نادیا (۱۵ ساله) و لیپا (کوچکتر)، به همراه معلم و خدمه در ملک ساکن هستند. همچنین، پسری ۱۳ ساله به نام اینوکنتی (نیکا) دودوروف، که فرزند یک تروریست محکوم است، توسط مادرش به ایوان ایوانویچ سپرده شده و با او در کلبه زندگی می‌کند.
در همین حال، در قطاری که از نزدیکی ملک می‌گذرد، پسری ۱۱ ساله به نام میشا گریگوریویچ گوردون همراه با پدرش، گریگوری اسیپویچ گوردون، سفر می‌کند. آنها سه روز است که در قطار هستند و طی این مدت، مردی مهربان به میشا هدایای کوچکی داده و ساعت‌ها با پدرش صحبت کرده است. اما با تشویق وکیلش که همراه او بود، آن مرد مست می‌شود. در نهایت، او به ورودی قطار می‌رود، پدر میشا را کنار می‌زند، در را باز می‌کند و خود را به بیرون پرت کرده و خودکشی می‌کند. پس از کشیدن ترمز اضطراری توسط پدر میشا، قطار متوقف می‌شود و مسافران پیاده شده و جنازه را می‌بینند، در حالی که پلیس فراخوانده می‌شود. وکیل مرد متوفی، در کنار جسد ایستاده و علت خودکشی را به الکلیسم نسبت می‌دهد.

### بخش دوم
در طول جنگ روسیه و ژاپن (۱۹۰۴–۱۹۰۵)، آمالیا کارلوونا گیشارد به همراه دو فرزندش، رادیون (رودیا) و لاریسا (لارا)، از اورال به مسکو نقل مکان می‌کند. همسر فقید آمالیا، مهندسی بلژیکی بود که برای راه‌آهن کار می‌کرد و با ویکتور ایپولیتوویچ کوماروفسکی، وکیلی خونسرد و تاجری زیرک، دوستی داشت. کوماروفسکی خانواده را در هتل مونته‌نگرو، اقامتگاهی مشکوک، اسکان می‌دهد و رودیا را در مدرسه نظامی و لارا را در دبیرستان دخترانه ثبت‌نام می‌کند. آمالیا با توصیه کوماروفسکی، یک مغازه خیاطی کوچک راه‌اندازی می‌کند و خانواده پس از یک ماه زندگی در هتل، به آپارتمانی بالای مغازه نقل مکان می‌کنند. اگرچه کوماروفسکی با آمالیا رابطه‌ای عاشقانه دارد، اما در پشت پرده توجه خود را به لارا معطوف می‌کند.
در اکتبر همان سال، کارگران خط راه‌آهن مسکو-برست دست به اعتصاب می‌زنند. رئیس ایستگاه، پاول فرپونتوویچ آنتیپوف، به همراه دوستش کیپریان ساولویویچ تیورزین، از کارگاهی بازدید کرده و از کتک خوردن یکی از شاگردان توسط کارگر جلوگیری می‌کنند. پلیس پاول را به دلیل نقش او در اعتصاب دستگیر می‌کند و پسرش، پاتولیا، نزد خانواده تیورزین می‌رود. مادر تیورزین و پاتولیا در یکی از تظاهرات شرکت می‌کنند که توسط سربازان سرکوب می‌شود، اما آنها سالم به خانه بازمی‌گردند. هم‌زمان، نیکلای نیکالایویچ، عموی یوری، از پنجره آپارتمانی در مسکو، فرار تظاهرکنندگان از سربازان را مشاهده می‌کند. او که پیش‌تر از منطقه ولگا به سن‌پترزبورگ نقل مکان کرده بود، حالا در پاییز همان سال به مسکو بازگشته و نزد خانواده اسونتیتسکی اقامت دارد. در همین حین، یوری به خانه خانواده گرومکو، که شامل الکساندر الکساندرویچ گرومکو، همسرش آنا ایوانوونا، و برادر مجرد آنا، نیکلای الکساندرویچ است، سپرده شده است.
در ژانویه ۱۹۰۶، خانواده گرومکو یک شب میزبان یک کنسرت موسیقی مجلسی می‌شوند. یکی از نوازندگان، یک نوازنده ویولنسل که دوست آمالیا و همسایه او در هتل مونته‌نگرو است، به دلیل خبر بیماری یکی از افراد حاضر در هتل مجبور به ترک کنسرت می‌شود. الکساندر الکساندرویچ، یوری و میشا او را همراهی می‌کنند. در هتل، پسران در راهرویی عمومی ایستاده و خجالت‌زده تماشا می‌کنند که آمالیا که دست به خودکشی زده، تحت درمان قرار می‌گیرد. وقتی وارد اتاق می‌شوند، آمالیا که نیمه‌برهنه و عرق کرده است، با نوازنده صحبت می‌کند و به او می‌گوید که سوءظن‌هایش بی‌اساس بوده است. یوری و میشا، لارا را که در گوشه‌ای از اتاق خوابیده است، می‌بینند. ناگهان کوماروفسکی از پشت پرده ظاهر شده و چراغی را کنار صندلی لارا قرار می‌دهد. نور لارا را بیدار می‌کند و او، بی‌خبر از حضور یوری و میشا، لحظه‌ای خصوصی را با کوماروفسکی به اشتراک می‌گذارد. این اولین باری است که یوری لارا را می‌بیند و تحت تأثیر این صحنه قرار می‌گیرد.

### ادامه داستان و پایان
لارا و پاشا پس از ازدواج، تحصیلات دانشگاهی خود را به پایان می‌رسانند و به شهر یوریاتین نقل‌مکان می‌کنند. در همین حال، یوری با تونیا ازدواج کرده و در بیمارستانی در مسکو به‌عنوان پزشک مشغول به کار است. هر دو خانواده صاحب فرزند می‌شوند. پاشا که از عشق شدید لارا احساس خفقان می‌کند، به ارتش امپراتوری روسیه می‌پیوندد تا از این وضعیت فرار کند. لارا به‌عنوان معلم در یوریاتین مشغول می‌شود اما برای یافتن پاشا به گالیسیا می‌رود، جایی که یوری به‌عنوان پزشک نظامی فعالیت می‌کند. در این بین، پاشا اسیر ارتش اتریش-مجارستان می‌شود و مفقودالاثر اعلام می‌گردد. لارا و یوری در بیمارستانی در ملوزیوو ملاقات می‌کنند و خبر انقلاب در بیمارستان اعلام می‌شود.
یوری پس از بهبودی در بیمارستان ملوزیوو می‌ماند و با لارا نزدیک‌تر می‌شود. هر دو تلاش می‌کنند تا به خانه‌هایشان بازگردند. در همین زمان، یک کمیسر جدید به نام گینتز برای مواجهه با شورشیان نظامی به منطقه می‌آید اما در نهایت توسط همان شورشیان کشته می‌شود. یوری با لارا خداحافظی می‌کند و هرکدام به سمت مقصد خود حرکت می‌کنند. یوری در راه بازگشت به مسکو دربارهٔ تغییرات عظیم در روسیه و تلاش خود برای مقاومت در برابر عشق به لارا تأمل می‌کند.
پس از انقلاب اکتبر و جنگ داخلی روسیه، یوری و خانواده‌اش به املاک خانوادگی تونیا در نزدیکی یوریاتین نقل‌مکان می‌کنند. یوری در یکی از بازدیدهایش از کتابخانه یوریاتین، لارا را می‌بیند و رابطه آن‌ها شروع می‌شود. آن‌ها برای مدتی به‌طور منظم با هم ملاقات می‌کنند تا اینکه یوری توسط گروهی از پارتیزان‌های بلشویک ربوده می‌شود و برای بیش از دو سال با آن‌ها می‌ماند. پس از فرار، یوری به یوریاتین بازمی‌گردد و متوجه می‌شود خانواده‌اش به مسکو بازگشته‌اند. او برای مدتی با لارا و دخترش زندگی می‌کند، اما نامه‌ای از تونیا دریافت می‌کند که در آن از جدایی و مهاجرت اجباری خانواده‌اش به پاریس خبر می‌دهد.
یوری و لارا به ملک خانوادگی واری‌کینو بازمی‌گردند. در این میان، کومارفسکی پیشنهاد می‌دهد لارا را از مرزهای شوروی خارج کند و به یوری اطمینان می‌دهد که پاشا مرده است. یوری لارا را قانع می‌کند که با کومارفسکی برود. پس از رفتن لارا، پاشا که زنده است و بازگشته، خودکشی می‌کند. یوری پس از یافتن جسد پاشا به مسکو بازمی‌گردد، اما سلامتی‌اش رو به وخامت می‌گذارد. او با زنی دیگر ازدواج می‌کند اما به تنهایی زندگی می‌کند و در نهایت بر اثر حمله قلبی می‌میرد.
لارا پس از بازگشت به روسیه، در مراسم خاکسپاری یوری شرکت می‌کند و تلاش می‌کند دختر گمشده‌ای که از یوری داشته را پیدا کند. او در نهایت ناپدید می‌شود و به احتمال زیاد در جریان پاکسازی‌های بزرگ استالین دستگیر و در گولاگ جان خود را از دست می‌دهد. در زمان جنگ جهانی دوم، دوستان قدیمی یوری، نیکا دودوروف و میشا گوردون، دختر یتیمی به نام تانیا را می‌بینند که شباهت زیادی به یوری و لارا دارد. این دختر روایت تلخی از کودکی خود ارائه می‌دهد که تحت تأثیر ترک مادرش برای ازدواج با کومارفسکی بوده است. داستان با چاپ اولین مجموعه اشعار یوری ژیواگو به پایان می‌رسد.